# Jean Meyer
Jean Meyer Barth (Niza, 8 de febrero de 1942) es un historiador, geógrafo, escritor y académico francés nacionalizado mexicano en 1979. Se ha especializado en la Guerra Cristera, historia de Nayarit y sobre la Revolución mexicana.

## Biografía
Realizó sus primeros estudios en el Liceo Mignet en Aix-en-Provence y en la Escuela Nacional Superior en Saint-Cloud. Obtuvo la licenciatura y el grado de maestro en la Universidad de la Sorbonne en 1962 y 1963 respectivamente. Realizó estudios de posgrado y un doctorado de Estado en la Universidad de París, Nanterre en 1971.
Ha dado clases en la Sorbonne, Perpiñán, en la Universidad de París, El Colegio de México, El Colegio de Michoacán. Es profesor-investigador emérito del Centro de Investigación y Docencia Económicas, fundador y miembro de la División de Historia de este centro (2000), así como director de la revista Istor de historia internacional. Es reconocido por haber realizado la primera investigación profunda sobre la Guerra Cristera. Mostró que el movimiento cristero no se trató de una reacción oligárquica contra la revolución mexicana sino una lucha popular por conservar su libertad religiosa. Escribió sobre el tema para la Universidad de Cambridge y la Universidad de Guadalajara. Está casado con la historiadora mexicana Beatriz Rojas.
Fundó el Instituto de Estudios mexicanos en la Universidad de Perpiñán. Desde 1993 es investigador nivel III por el Sistema Nacional de Investigadores e Investigador Emérito desde 2007. Recibió la beca Guggenheim de 1997 a 1998. Es doctor honoris causa por la Universidad Autónoma de Nayarit. Fue nombrado miembro de la Academia Mexicana de la Historia en el año 2000, ocupando el sillón 29. Actualmente es editorialista de El Universal. Es miembro de la Académie des Sciences, Arts et Belles Lettres de Aix-en-Provence. Recibió el Premio Nacional de Ciencias y Artes en 2011 por sus contribuciones al estudio historiográfico de México.
Actualmente dicta cátedra en el curso Historia Universal I, para alumnos del primer semestre de licenciaturas en el Centro de Investigación y Docencia Económicas, CIDE.

## Obras publicadas
- El Profeta Del Nuevo Mundo. Louis Riel, Taurus, 2022.
- Si se pueden llamar arreglos...: crónica del conflicto religioso en México, 1928-1938, México, Centro de Investigación y Docencia Económicas, 2021.
- Estrella y Cruz: la conciliación judeo-cristiana, 1926-1965, Penguin Random House Grupo Editorial México, 2016.
- El libro de mi padre, Grupo Planeta, 2016.
- Manuel Lozada: El Tigre de Álica: general, revolucionario, rebelde, México, Grupo Planeta Spain, 2015.
- De una revolución a la otra. México en la historia. Antología de textos, México, El Colegio de México AC, 2013.
- La fábula del crimen ritual. El antisemitismo europeo (1880 - 1914) México. Tusquets, 2012.
- Camino a Baján. México. Tusquets, 2010.
- El celibato sacerdotal. Su historia en la Iglesia católica. México, Tusquets, 2009.
- La cruzada por México. Los católicos de Estados Unidos y la cuestión religiosa en México., México, Tusquets, 2008
- La Gran Controversia entre las Iglesias Católica y Ortodoxa. México/Madrid, Tusquets, 2006.
- El Sinarquismo, el Cardenismo y la Iglesia. México, Tusquets, 2003.
- Anacleto González Flores, el hombre que quiso ser el Gandhi mexicano, Madrid, México, Fundación Emmanuel Mounier, 2002.
- Yo, el Francés. Biografía colectiva de los oficiales de la intervención francesa. México, Tusquets, 2002.
- Tierra de Cristeros, Universidad de Guadalajara, 2002.
- El coraje cristero, Universidad de Guadalajara, 2001.
- Mendoza Barragán, Ezequiel. Confesiones de un cristero, México, Breve Fondo Editorial, 2001.
- Samuel Ruiz en San Cristóbal, México, Tusquets, 2000 (2 editions).
- J. Jauregui y J. Meyer eds. el Tigre de Alica. Mitos e Historia de Manuel Lozada.
- Breve Historia de Nayarit. Fondo de Cultura Económica, 1997.
- Rusia y sus imperios 1894-1991. Fondo de Cultura Económica, 1997.
- Grandeza mexicana. México, Clío, 1997.
- La vida cotidiana. México, Clío, 1997.
- La guerra. México, Clío, 1997.
- El conflicto entre la Iglesia y el Estado. México, ed. Clío, 1997.
- Hidalgo, México, Clio, 1996.
- El campesino en la historia rusa y soviética. México, Fondo de Cultura Económica, 1996.
- Mascota en la gran década nacional 1857-1867. Guadalajara, CEMCA, Universidad de Guadalajara, 1994.
- Atonalisco, Nayarit, una historia documental 1695-1935. CEMCA-INI, 1994.
- Visita a las misiones del Nayarit. CEMCA-INI 1993.
- Con Thomas Calvo, Xalisco, la voz de un pueblo en el siglo XVI. CEMCA/CIESAS.
- Con Juan José Doñan, Antología del cuento cristero. Guadalajara, Secretaría de Cultura de Jalisco, 1993.
- Egohistorias. El amor a Clío. México, CEMCA, 1993 (editor)
- Los tambores de Calderón (1810-1811). México, Editorial Diana, 1993.
- La Cristiada en Colima. Colima, Instituto Cultural, 1993.
- Ramírez Flores, José. La Revolución maderista en Jalisco Universidad de Guadalajara, CEMCA, 1992.
- La Revolución Mexicana. México, ed. Jus. 1992.
- El campesino en la historia rusa y soviética. México, Fondo de Cultura (1991).
- El partido católico nacional. por E. J. Correa, F.C.E. 1991.
- La perestroika, 1991, México, Fondo de Cultura Económica, 2 vols.
- Testimonio cristero. Memorias de don Ezequiel Mendoza. México, ed. Jus.
- Les chrétiens d'Amérique Latine XIXe et XXe S, 1991, París, Desclée.
- De cantón de Tepic a Estado de Nayarit, Colección de Documentos para la historia de Nayarit, CEMCA/Universidad de Guadalajara, 1990.
- La tierra de Manuel Lozada, Colección de Documentos para la historia de Nayarit, CEMCA/Universidad de Guadalajara, 1989.
- Nuevas Mutaciones, el siglo XVIII, Colección de Documentos para la historia de Nayarit, CEMCA/Universidad de Guadalajara, 1990.
- Historia de los cristianos en América Latina Siglos XIX y XX. México, Editorial Vuelta, 1989.
- A la voz del rey. México, Cal y Arena, 1989.
- El Gran Nayar. México 1989. CEMCA/Universidad de Guadalajara, 1989.
- La casa en el bosque: las "trojes" de Michoacán. México, El Colegio de Michoacán, 1987.
- La vitivinicultura en México. México, El Colegio de Michoacán, 1985.
- Zamora ayer, México 1985.
- Esperando a Lozada, México, Secretaría de Educación Pública, 1983.
- Champs du pouvoir, champs du savoir editor y coautor CNRS 1982.
- Coraje Cristero. México, Universidad Autónoma Metropolitana, 1981.
- El sinarquismo, ¿un fascismo mexicano? México, J. Mortiz, 1979.
- Intellectuels et Etat au Mexique au XXe siècle C.N.R.S. 1979.
- Historia de la Revolución mexicana 1924-1929, 2 volúmenes. México 1978, Colegio de México.
- Le Sinarquisme, un fascisme mexicain? Paris, Hachette 1977.
- The cristero rebellion. The Mexican people between Church and State. Cambridge University 1976.
- La Christiade; 1'Etat et le peuple dans la révolution mexicaine. Paris 1975, Payot.
- Apocalypse et Révolution au Mexique, Paris 1974 Gallimard archives.
- La Cristiada (tres volúmenes) México 1973-1975, 20 edición en 2000.
- Problemas agrarios y movimientos campesinos. México 1973.
- La révolution mexicaine. Paris, Calmann Lévy, 1973.